# Pandaka lidwilli
Pandaka lidwilli es una especie de peces de la familia de los Gobiidae en el orden de los Perciformes.

## Morfología
Los machos pueden llegar a alcanzar los 1,6 cm de longitud total.

## Hábitat
Es un pez de Clima subtropical y pelágico

## Distribución geográfica
Se encuentra en el Japón, Australia y Papúa Nueva Guinea. 

## Observaciones
Es inofensivo para los humanos. 